# Dimitrios Stawropulos
Dimitrios Stawropulos (gr. Δημήτριος Σταυρόπουλος, ur. 1 maja 1997 w Atenach) – grecki piłkarz, grający na pozycji środkowego obrońcy w greckim PAE Atromitos.

## Kariera klubowa

### Początki
Zaczynał karierę w Olympiakosie SFP, gdzie grał do 2013 roku. Następnie trafił do ekipy Panionios GSS.

### Panionios GSS
Do pierwszej drużyny Panioniosu trafił w 2016 roku. W niej zadebiutował 24 września 2017 roku w meczu przeciwko AE Larisa (4:1 dla Panioniosu). Na boisko wszedł w 81. minucie, zastąpił Jérôme Guihoata. Pierwszego gola strzelił 26 sierpnia 2018 roku w meczu przeciwko OFI Kreta (2:2). Do siatki trafił w 44. minucie. Łącznie wystąpił w 59 meczach, w których strzelił 3 bramki.

### Reggina 1914
22 sierpnia 2020 roku został graczem Reggina 1914. We włoskim klubie zadebiutował 28 listopada 2020 roku w meczu przeciwko AC Monza (1:0 dla Monzy). Na boisku spędził 68 minut. Łącznie we włoskim klubie zagrał 39 spotkań.

### Warta Poznań
5 lipca 2022 roku został zawodnikiem Warty Poznań. Z polskim klubem związał się dwuletnim kontraktem.